# NGC 5257
NGC 5257 é uma galáxia espiral barrada (SBb/P) localizada na direcção da constelação de Virgo. Possui uma declinação de +00° 50' 25" e uma ascensão recta de 13 horas, 39 minutos e 52,8 segundos.
A galáxia NGC 5257 foi descoberta em 13 de Maio de 1793 por William Herschel.